# Yeny Contreras
Yeny Contreras Loyola (Coronel, 2 de agosto de 1979) es una deportista chilena que compitió en taekwondo. Ganó una medalla en los Juegos Panamericanos de 2011 y seis medallas en el Campeonato Panamericano de Taekwondo entre los años 1998 y 2014.

## Palmarés internacional
| Juegos Panamericanos    | Juegos Panamericanos            | Juegos Panamericanos | Juegos Panamericanos |
| Año                     | Lugar                           | Medalla              | Categoría            |
| ----------------------- | ------------------------------- | -------------------- | -------------------- |
| 2011                    | Guadalajara (México)            | Medalla de bronce    | –57 kg               |
| Campeonato Panamericano |                                 |                      |                      |
| Año                     | Lugar                           | Medalla              | Categoría            |
| 1998                    | Lima (Perú)                     | Medalla de oro       | –47 kg               |
| 2002                    | Quito (Ecuador)                 | Medalla de oro       | –51 kg               |
| 2004                    | Santo Domingo (Rep. Dominicana) | Medalla de oro       | –51 kg               |
| 2010                    | Monterrey (México)              | Medalla de bronce    | –49 kg               |
| 2012                    | Sucre (Bolivia)                 | Medalla de plata     | –57 kg               |
| 2014                    | Aguascalientes (México)         | Medalla de plata     | –53 kg               |